# Ciorăști (okręg Gałacz)
Ciorăști – wieś w Rumunii, w okręgu Gałacz, w gminie Priponești. W 2011 roku liczyła 1046 mieszkańców.